# TPG Capital
Die TPG Capital (TPG) ist ein im Jahre 1993 als Texas Pacific Group gegründetes Venture-Capital- und Private-Equity-Beteiligungsunternehmen mit Sitzen in Fort Worth (Texas), San Francisco und London. Das Unternehmen gehört zu den weltweit größten Unternehmen in diesem Marktsegment. Es wurde nach der Eisenbahngesellschaft Texas and Pacific Railroad benannt.

## Geschichte
1993 gründeten David Bonderman, James Coulter und William S. Price im texanischen Fort Worth die die nach der Eisenbahngesellschaft Texas and Pacific Railroad benannte Texas Pacific Group. Anfang 2007 wurde der Name in TPG Capital geändert.

## Geschäftstätigkeit
Die TPG Capital kauft oder beteiligt sich an Unternehmen, die für viele andere Wettbewerber uninteressant und wirtschaftlich geschwächt sind. Dabei versucht sie über eine Aufsichtsratsmehrheit, den Aufsichtsratsvorsitz oder eine Mehrheit in Hauptversammlungen eine wirksame Kontrolle über die Unternehmen zu übernehmen, in die sie investiert. TPG Capital beteiligt sich häufig an Transaktionen mit großen Volumina. So wurde beispielsweise 2005, gemeinsam mit sechs anderen Private-Equity-Häusern, unter anderen Silver Lake Partners, für 11,3 Mrd. USD das Technologieunternehmen SunGard Data Systems übernommen. Allein der Kauf des Hollywood-Studios Metro-Goldwyn-Mayer, den TPG gemeinsam mit Comcast, Sony und zwei Finanzhäusern (Providence Equity Partners und DLJ Merchant Banking Partners) getätigt hat, hatte ein Gesamtvolumen von 4,9 Mrd. USD. Der Branchenschwerpunkt liegt auf Unternehmen mit bekannten Marken im Konsumgüter- oder Luxusgutbereich. Auch Technologiefirmen wie beispielsweise Seagate Technology und ON Semiconductor finden sich im TPG Beteiligungsportfolio. Andere Beispiele sind Burger King, Ducati oder Fluggesellschaften, wie Continental und America West.
Auch in Europa ist TPG stark engagiert, zum Beispiel über eine Beteiligung an Gate Gourmet, einem der weltweit größten Airline-Caterer, der 2002 von der zahlungsunfähigen Swissair übernommen wurde. Darüber hinaus hält TPG Anteile an der Luxusmarke Bally Managements sowie eine Mehrheitsbeteiligung beim griechischen Mobilfunknetzbetreiber TIM Hellas Telecommunications mit einem Transaktionsvolumen von 1,4 Mrd. USD. In Deutschland ist TPG vor allem durch ihre Beteiligung an der Grohe AG, Hemer und Mobilcom AG, Büdelsdorf bekannt geworden. In der Regel hält TPG ihre Beteiligungen für mindestens fünf Jahre. Rentable Anlagen werden aber auch auf unbestimmte Zeit gehalten. Die Finanzierung der Übernahmen erfolgt über Investmentfonds die TPG Capital zu diesem Zweck auf dem Kapitalmarkt platziert. Vor allem die Übernahme des Armaturenherstellers Grohe im Jahre 2004 durch TPG und andere hatte damals den SPD-Vorsitzenden Franz Müntefering zu seinem Heuschrecken-Vergleich provoziert.

## Fonds
| Fonds                         | Jahr der Emission | Investitionsvolumen (in Mio. USD) | Investment |
| ----------------------------- | ----------------- | --------------------------------- | --- |
| Privat Equity                 |                   |                                   | |
| TPG Capital                   |                   | 50.000                            | 78 Unternehmen, u. a. Burger King, Continental Airlines, Cirque du Soleil, Grohe, Norwegian Cruise Line, Seagate |
| TPG Capital Asia              |                   | 6.000                             | 24 Unternehmen, u. a. btpa Bank, Lenovo, Shriram, Vishal, HCP, Cushman & Wakefield                               |
| TPG Growth                    | 2007              | 7.000                             | 50 Unternehmen, u. a. Access, Azul, Airbnb, Big River Steel, Spotify, STX Entertainment, Uber                    |
| TPG Art                       |                   | 250                               | Advantek, Anuvia, ChemEOR, EBES, mpower, Mercatus                                                                |
| TPG Biotech                   | 2002              | 1.200                             | 42 Unternehmen, u. a. AgraQuest, Avidia, Quintiles, Immucor, NTpharma                                            |
| Pace Holdings                 | 2015              | 460                               | [ 10 ] |
| Credit                        |                   |                                   | |
| TSSP                          |                   | 18.000                            | [ 11 ] |
| Real Estate                   |                   |                                   | |
| TPG Real Estate               |                   | 7.000                             | A&O Hotels and Hostels                                                                                           |
| TPG Real Estate Partners      | 2022              | 5.500                             | Studio Babelsberg                                                                                                |
| TPG Real Estate Finance Trust |                   | 3.000                             | [ 12 ] |
| Hedgefonds                    |                   |                                   | |
| TPG Public Equity Partners    |                   | 1.000                             | [ 15 ] |